# Matlapa
Matlapa är en kommun i Mexiko.   Den ligger i delstaten San Luis Potosí, i den sydöstra delen av landet, 210 km norr om huvudstaden Mexico City. Antalet invånare är 29 548. Arean är 110 kvadratkilometer.
Terrängen i Matlapa är lite bergig.
Följande samhällen finns i Matlapa:
- Chalchocoyo
- Ahuehueyo Primero Centro
- Zacayo
- Atlamaxátl
- Tepetzintla
- Texquitote Primero
- Barrio de En Medio
- Barrio de Arriba
- Nexcuayo II
- Tlacohuaque
- Coaquentla
- Xochititla
- San Antonio
- Papatlas
- Pahuayo Primero
- Ejido Matlapa Mestizos
- Aguacatitla
- Tamala
- Pitzoteyo
- La Peñita
- Barrio San José
- Apanco
- Barrio Chiltzapoyo
- Tzopelaco
- Cuichapa
- La Isla
- Tlamaya
- Otlayo
- Barrio Teopancahuatl
- Copalcoatitla
- Chalchitépetl
- Coyolo
- Ahuehueyo Segundo
- Sajuanco
- San José Barrio Arriba
- Tecalco
- Terrero Colorado
- Cuaxilotitla
- Encarnación
- Pilaxtla
- Tancuilín
- La Providencia
- Tezonquilillo
- Los Tigres
- Iglesia Vieja